# 올란드 제도의 기

올란드 제도의 기

올란드 제도의 기는 1954년에 공식 제정되었으며 1954년 4월 3일에 올란드 제도의 중심 도시인 마리에함에 처음으로 게양되었다.
스웨덴의 국기 형태인 파란색 바탕에 그려진 노란색 스칸디나비아 십자 안에 빨간색 스칸디나비아 십자가 그려져 있는 형태를 하고 있는데 이는 핀란드의 국장을 구성하는 색인 노란색과 빨간색을 뜻하기도 한다.

## 역대 올란드 제도의 기

올란드 제도의 기 1921년-1954년

## 같이 보기
- 올란드 제도
- 올란드 제도의 문장